# Debóra
A Debóra héber eredetű női név (דְּבֹרָה D(e)vórá), jelentése: méh, méhecske.

## Gyakorisága
Az 1990-es években igen ritka név, a 2000-es években nem szerepel a 100 leggyakoribb női név között.

## Névnapok
- április 24.[2]
- szeptember 15.[2]

## Híres Debórák
Debby Ryan - amerikai színésznő, énekesnő